# 贝尔帕埃塞奶酪
贝尔帕埃塞奶酪（義大利語：Bel Paese，義大利語發音：[ˌbɛl paˈeːse, -eːze]）是一種半硬質的芝士，產自意大利北部。呈小圓盤狀，有薄而光亮的外殼，芝士肉呈奶白色，有些小洞眼，質地堅實，味道像牛油。同時，贝尔帕埃塞奶酪的融化性能強，經烹調後不會變硬。